# Enter the Game of Death
Enter the Game of Death estrenada originalment com Sǐ wáng mó tǎ (死亡魔塔, literalment "Torre de la Mort") és una pel·lícula d'arts marcials de 1978 dirigida per Lee Tso-nam, que va dirigir les pel·lícules anteriors de Bruceploitation Exit the Dragon, Enter the Tiger i Fist of Fury II. Bolo Yeung també interpreta el personatge (Yang San) que és vençut primer a la pel·lícula.

## Argument
Hi ha un misteriós document xinès que s'amaga a la Torre de la Mort, i els malvats ocupants japonesos volen posar-hi les mans. Mentrestant, un lluitador xinès anomenat Sr. Ang (Bruce Le) està entrenant al bosc, només per ser desafiat per diversos lluitadors japonesos així com un dels principals secuaços japonesos Bolo (Bolo Yeung). Derrota els altres lluitadors, però fuig de Bolo quan treu una espasa. Sr. Ang i Bolo es tornen a trobar en un ring de lluita lliure, on Sr. Ang torna a derrotar Bolo.
La victòria del senyor Ang impressiona els japonesos, que volen contractar-lo per anar a la Torre de la Mort. Tanmateix, el senyor Ang és un nacionalista xinès i es nega. Això fa que el Sr. Ang sigui desafiat per un altre grup de lluitadors japonesos en un altre bosc, però el Sr. Ang els torna a guanyar. Poc després, el senyor Ang descobreix que una dona que pensava que treballava per als japonesos és en realitat una agent xinesa encoberta. Fan un pla per recuperar el document de la Torre de la Mort.
Arriben a la Torre de la Mort i el Sr. Ang entra a la torre per trobar-se amb cadascun dels següents Guardians de la Torre:
- Un monjo Shaolin armat amb petites boles metàl·liques i Hu die dao – Guardià del primer pis
- Un kung-fu shih-fu a l'estil de la serp que utilitza serps vives i verí de serps com a armes - Guardià del 2n pis
- Un sensei amb nunchaku i karate que és el segon més gran: el guardià del tercer pis
- Un shih-fu posseït tant de bōjutsu com de kung-fu d'estil Tigre que ataca quan s'encén un llum vermell, i un shih-fu de les arts Shaolin que és el més gran. – Guardians del 4t Pis
- Un brut que lluita amb kung-fu a l'estil de l'ós: el guardià del 5è pis

Tanmateix, el senyor Ang descobreix que el document no és a la torre.

## Repartiment
- Bruce Le - Ang
- Yeo Su Jin - Lisa
- Kim Ki-Beom - Cap Chan
- Yeo Seong - Shai Yu
- Michael B. Christy - Keegan
- Park Dong Yong - Kawasaki
- Bolo Yeung - Yang See
- Sim Sang Hyeon - Wang Chun-Chan
- Hoi Sang Lee - Primer cap
- Nick Cheung Lik - Segon cap amb nunchakus
- Chiu Chi-ling - Tercer cap a l'habitació vermella
- Nam Seok Hoon - Quart cap a l'habitació vermella
- Kim Wang Kuk - Cinquè cap a la part superior
- Samuel Walls

## Recepció
The Video Vacuum va donar a la pel·lícula dues estrelles i mitja i va dir: "Però és Bruce Le qui dóna més cosses al cul en les seves escenes de baralla. Le té molt més carisma que qualsevol dels imitadors de Bruce Lee i la seva considerable presència a la pantalla fa que valgui la pena veure el que d'altra manera hauria estat una pel·lícula d'acció tènue; fent que Enter the Game of Death sigui millor que la majoria de les pel·lícules de Brucesploitation".
En una doble ressenya a City on Fire, Joseph Kuby va donar a la pel·lícula un 4/10 i va dir: "Garantit, no és realment tan bo com algunes de les pel·lícules de Bruce Li (per exemple, The Chinese Stuntman, The Gold Connection, també conegut com Iron Dragon Strikes Back, The Lama Avengers, també conegut com The Three Avengers) tampoc és tan bo com les pel·lícules oficials de Game Of Death, però, tanmateix, Enter The Game Of Death té els seus moments i alguns també!" Joe909 va donar a la pel·lícula 2/10 i va dir: "Aquesta pel·lícula demostra una vegada més que Bruce Le fa mal i va ser el pitjor "Bruce fals" de tots. Fins i tot Dragon Lee tenia una mica d'encant, en comparació amb ell. La raó de l'odi de Le són els nivells audaços d' "acció" que ell i els seus productors van incorporar a cadascuna de les seves pel·lícules; la trama, el desenvolupament del personatge i fins i tot els diàlegs es van deixar de banda sempre que va ser possible i es van substituir per interminables batalles de kung-fu. Almenys Bruce Le era un bon artista marcial, amb unes puntades impressionants, però el tipus sembla massa boig amb les seves expressions i manierismes exagerats de "Bruce Lee"."
Comicbookandmoviereviews.com va donar a la pel·lícula un C+ i va dir: "En conjunt, 'Enter the Game of Death' és una pel·lícula només per als fanàtics d'aquest gènere. La trama és gairebé inexistent. Les baralles són bastant així, en general. Bruce i Bolo van donar a la producció general el poder d'estrella addicional que necessitava. Però al final del dia va ser més Ka-rap que Ka-pow!"